# Castlepoint
Castlepoint est une petite localité formée par une ville de plage, située sur la côte de Wairarapa de la région de Wellington dans le sud de l’Île du Nord de la Nouvelle-Zélande.

## Situation
Le site est à 75 km au sud-est de Palmerston North et à 125 km au nord-est de Wellington, sur la côte orientale de l'île du Nord.

## Population
La population de Castlepoint et de ses environs était de 1 686 habitants selon le recensement national de 2006.

## Toponymie
Castlepoint fut nommé ainsi en 1770 par le capitaine James Cook, qui fut frappé par les similarités entre Castle Rock  et les créneaux d’un château fort .
Le nom maori pour cette zone est Rangiwhakaoma, ce qui peut se traduire en «là où le ciel court» ( 'where the sky runs').

## Géographie
Castlepoint est approximativement à 1 heure de bateau de la ville de Masterton.
Castle Rock est un aspect caractéristique de Castlepoint avec ses 162 m de haut . Il comprend une promenade à travers les bois et divers ponts qui constituent ainsi une randonnée très agréable de 45 minutes de marche le long des falaises.
Les dunes de sable de Mataikona (Mataikona Sand Dunes) sont une zone où siègent de larges étendues de sable à approximativement 30 minutes au nord de Castlepoint vers l’embouchure du fleuve Matakona.

C’est le siège d’un phare, construit en 1913, qui se dresse près du sommet de l’extrémité nord d’un récif, qui est long d’environ 1 kilomètre.
À l’extrémité sud du récif, il y a une île, connue localement sous le nom de Seagull (l’île des Laridae), du fait de l’importante population de mouettes et goélands qui y nichent.
Le côté sud de Castle Rock est connu sous le nom de Cristmas Bay.

## Faune
Des petits cétacés tels que des dauphins sont vus fréquemment autour de  Castlepoint alors que les grosses baleines, telles que les   baleines franches australess et les  baleines à bosse peuvent être visibles depuis la plage mais seulement durant la saison de la migration.

## Courses en mer
La plage de Castlepoint n’était plus le siège de la course annuelle de cheval  qui a existé depuis 1872, avant de le redevenir en 2012.
C’était le lieu de la rencontre locale des «hands rode on farm hacks» entrant en compétition pour une bouteille de rhum et quelques pièces de monnaie , , 

## Le phare

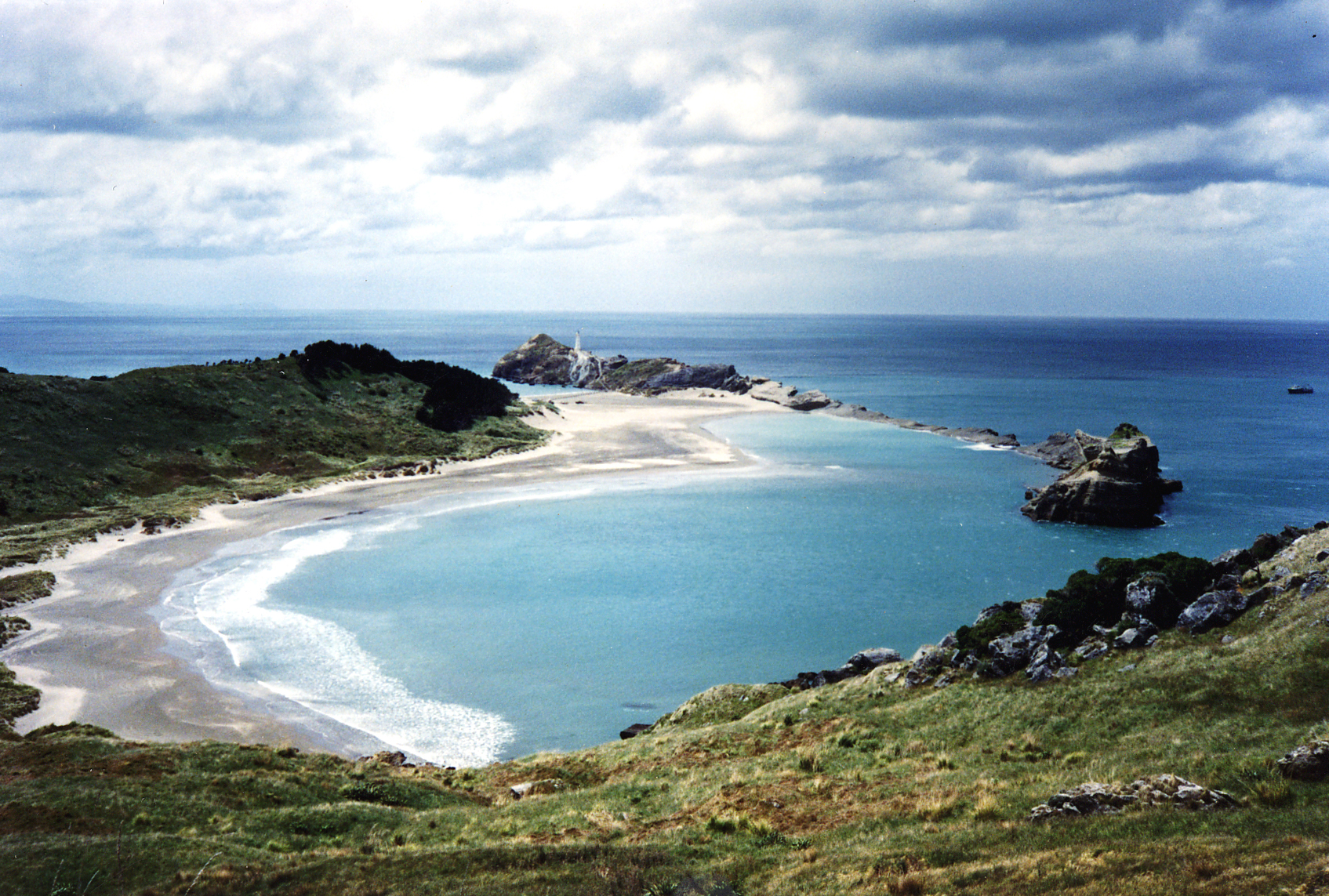
Point de vue de Castle point

Le phare de Castle Point est un phare situé près du village de Castle point dans la région de Wellington dans l’Île du Nord de la Nouvelle-Zélande.
C’est la propriété de la Compagnie Maritime de Nouvelle-Zélande, qui en assure le fonctionnement.
terminé le 12 janvier 1913, ce fut l’un des derniers phares  manuels construits en Nouvelle-Zélande, mais il fut complètement automatisé en 1988.
Le phare est construit entièrement en acier avec des plaques rivetées les unes aux autres. C’est une technique inhabituelle de construction pour un phare et c’est le seul construit ainsi en Nouvelle-Zélande.
Le phare fut construit en 1913 et était initialement alimenté par de l’huile.
La famille Creamer y vint en 1918 ou 1919 et le fils aîné Eric dut réaliser complètement ses 5 années d’éducation scolaire en 3 ans, si bien qu’il put entrer dans une école secondaire, bien qu’il ait reçu peu d’enseignement dans le lieu où sa famille était stationnée précédemment. Cet aspect de la vie des gardiens semble avoir été supervisée par le Département de la Marine.

En 1954, la lampe à huile fut remplacée par une lampe électrique alimentée par un générateur diesel local.
Celui-ci fut ensuite remplacé par une connexion au réseau électrique général en 1961.
La lumière du phare fut complètement automatisée en 1988  et est maintenant commandée à partir d’une salle de contrôle centrale située à  Wellington.
De la mer, la lumière peut être aperçue à 22 miles de distance et était utilisée par les marins venant d’Amérique du Sud pour établir un point de référence pour arriver dans le port de Wellington Harbour (en).
C’est une attraction touristique populaire pour les vacanciers bien qu’il ne soit pas ouvert au public. Le phare est donc populaire auprès de vacanciers et est parfois dénommé comme le «The Holiday Light».
Dès les premiers jours du XXe siècle: Castle Point fut accessible pour une école.